# 日本基督教団東中通教会

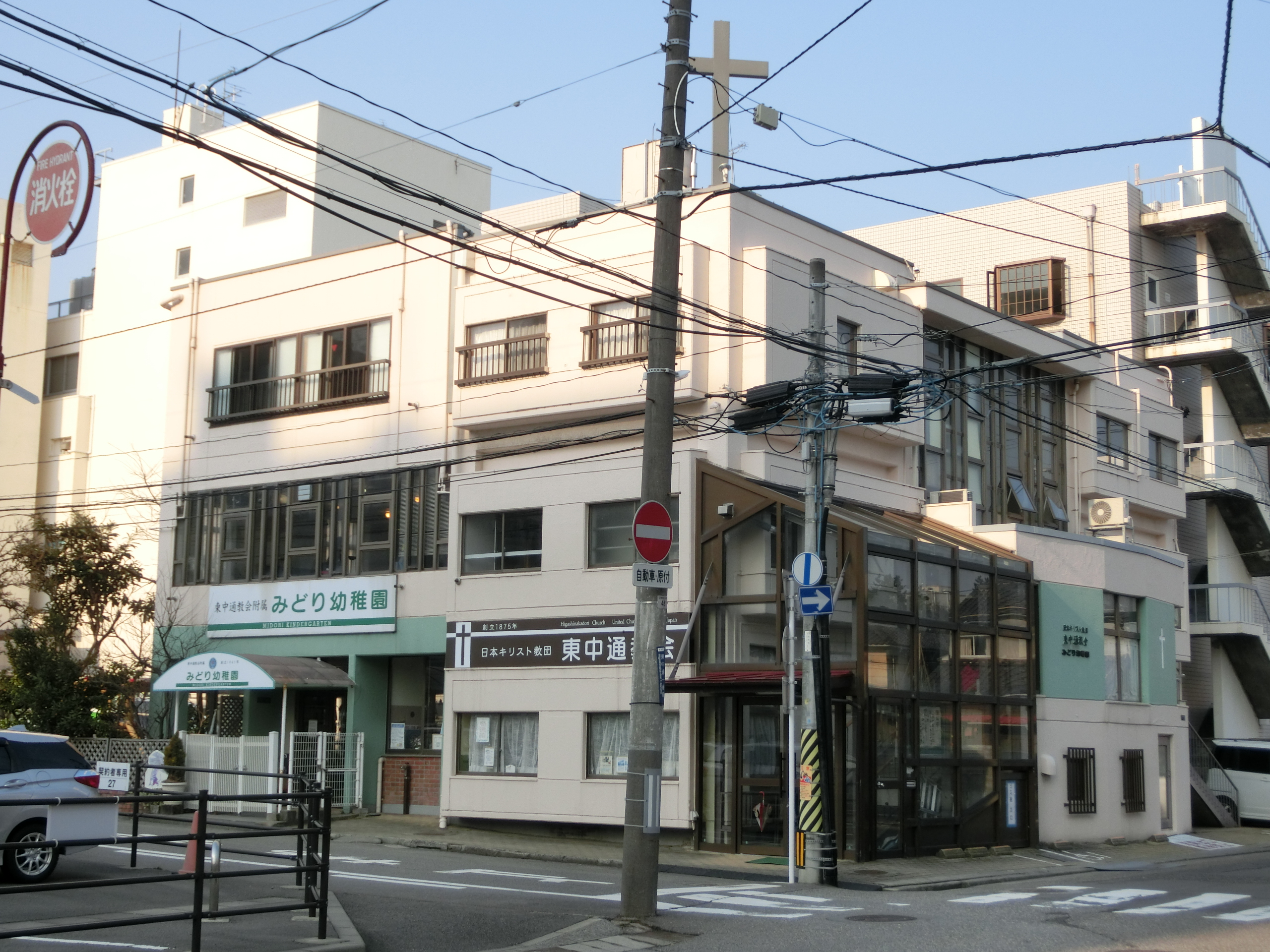
日本基督教団東中通教会

東中通教会（ひがしなかどおりきょうかい）は、新潟市中央区にある、日本基督教団所属の長老教会系の教会である。

## 所在地
・〒951-8116 新潟県新潟市中央区東中通1−８６
北緯37度55分13.5秒 東経139度02分18秒 / 北緯37.920417度 東経139.03833度座標: 北緯37度55分13.5秒 東経139度02分18秒 / 北緯37.920417度 東経139.03833度

## 歴史

### パーム時代
1874年（明治7年）5月にT・A・パーム夫妻がスコットランドより来日する。病気で妻を失ったパームは単身で1875年（明治8年）4月に聖公会の司祭ジョン・パイパーと共に新潟での宣教のために出発する。
パームは新潟市湊町に診療所を開設する。それ以降8年半にわたり、雨森信成や押川方義を通訳として宣教を開始する。1876年（明治9年）、吉田亀太郎ら5人が洗礼を受け、押川の伝道の協力者になる。
1877年（明治10年）より、パーム、押川、吉田らは、特に新潟、中条、村上など13か所を定期的に巡回し、伝道を続ける。その結果、100人前後の信徒が誕生した。しかし、パーム時代には特定の教派と結びつかず、一度も正式に教会として組織化されなかったといわれる。これをパーム・バンドともいう。

## 信仰
1941年（昭和16年）日本基督教団が成立し、東中通教会は、これに加わった。東中通教会は、聖書を唯一の正典とし、三位一体の神を信じ、イエス・キリストをまことの救い主として信じ、告白する。
宗教改革以来の改革長老教会の伝統に立つ、福音主義的なプロテスタント教会。一人ひとりが主イエス・キリストの弟子として主に従う教会形成を目指す。
礼拝は、毎週日曜日にささげられている。いずれも初めての者も、信徒でない者も参加できる。
・早朝礼拝（午前８時から８時半）仕事や家庭の都合で、午前10時半からの主日礼拝に参加できない者、高校生から年配者まで少人数
・教会学校（午前９時から９時半）幼稚科、少中学科、高校生を対象
・主日礼拝（午前10時半から11時半頃）子どもから年配者まで参加。出席者数約70名。